# LIX Puchar Gordona Bennetta (balonowy)
59. Puchar Gordona Bennetta – zawody balonów wolnych o Puchar Gordona Bennetta, które rozpoczęły się 28 sierpnia 2015 roku w Pau.

## Uczestnicy
Wyniki zawodów.
| Zajęte miejsce | Balon  | Załoga pilot pomocnik pilota         | Kraj              | Czas lotu [h]   | Odległość [w km] | Miejsce lądowania Miejscowość (Państwo) |
| -------------- | ------ | ------------------------------------ | ----------------- | --------------- | ---------------- | --------------------------------------- |
| 1.             | HB-QKF | Kurt Frieden Pascal Witprächtiger    | Szwajcaria        | 68:21           | 2080,80          | Jaczno (Polska)                         |
| 2.             | D-OTLI | Wilhelm Eimers Matthias Zenge        | Niemcy            | 65:17           | 2071,61          | Wolka (Polska)                          |
| 3.             | HB-QRV | Nicolas Tieche Laurent Sciboz        | Szwajcaria        | 75:24           | 2067,76          | Suwałki (Polska)                        |
| 4.             | EC-MAK | Anulfo Gonzalez Angel Aguirre        | Hiszpania         | 43:42           | 2056,33          | Gorodzisko (Polska)                     |
| 5.             | SP-BMZ | Krzysztof Zapart Bazyli Dawidziuk    | Polska            | 69:04           | 1971,43          | Godlewo Milewek (Polska)                |
| 6.             | D-OMFE | Cheri White Mark Sullivan            | Stany Zjednoczone | 43:55           | 1937,50          | Nowa Osuchowa (Polska)                  |
| 7.             | F-PALL | Benoit Peterle Benoit Pelard         | Francja           | 59:36           | 1487,37          | Lubsko (Polska)                         |
| 8.             | D-ORON | Phillipe de Cock Geert Peirsman      | Belgia            | 56:35           | 1191,45          | Dörentrup (Niemcy)                      |
| 9.             | D-OENH | Himke Hilbert Dominik Haggeney       | Niemcy            | 32:41           | 1125,74          | Homberg (Niemcy)                        |
| 10.            | D-OWBA | Mateusz Rękas Jacek Bogdański        | Polska            | 33:35           | 852,27           | Luksemburg (Luksemburg)                 |
| 11.            | HB-QPJ | Walter Gschwendtner Ernst Tschuppert | Szwajcaria        | 30:49           | 849,33           | Leglise (Belgia)                        |
| 12.            | D-OCOX | Jurgen Dobbelaere David Spildooren   | Belgia            | 27:19           | 783,50           | Doullens (Francja)                      |
| 13.            | D-OGYN | Heinz-Otto Lausch Marion Lausch      | Niemcy            | 21:32           | 712,15           | Ouville I´Abbaye (Francja)              |
| 14.            | F-PPGB | Vincent Leys Christophe Houver       | Francja           | 22:20           | 707,43           | Motteville (Francja)                    |
| 15.            | F-PPSE | Pascal Joubert Herve Moine           | Francja           | 22:39           | 647,83           | Lisieux (Francja)                       |
| 16.            | D-OOWE | Phillip Bryant Clay Wilson           | Stany Zjednoczone | 09:32           | 98,98            | Houeilles (Francja)                     |
| 17.            | D-ORZL | Gerald Stürzlinger Thomas Herndl     | Austria           | Nie wystartował | Nie wystartował  | Nie wystartował                         |